# بوکارو
بوکارو
شهر بوکارو (به انگلیسی: Bokaro) با جمعیت ۴۴۰٫۰۸۶ نفر در ایالت جارکند در کشور هند واقع شده‌است.